# عسر الحركة الانتيابي
يشير عسر الحركة الانتيابي إلى مجموعة من اضطرابات الحركة تتميز بهجمات من فرط الحركة مع الحفاظ على الوعي. عسر الحركة الانتيابي اضطراب نادر، وما زال عدد الأفراد المصابين به غير واضح. توجد ثلاثة أنواع فرعية مختلفة من عسر الحركة الانتيابي هي عسر الحركة الانتيابي حركيّ التولد، وعسر الحركة الانتيابي غير حركي التولد، وعسر الحركة الانتيابي المُحرَض بالرياضة. لبعض الأمراض العصبية الأخرى أعراض مشابهة لأعراض عسر الحركة الانتيابي مثل الصرع وداء باركنسون. تجعل الأنواع الفرعية المختلفة لعسر الحركة الانتيابي التشخيص الدقيق والسريع للمرض صعبًا. لذا فإن الكثير من حالات الإصابة به لا يُبلغ عنها وتُشخص على نحو خاطئ، ما يجعل دراسة مدى انتشاره بدقة بين البشر صعبة. يظهر عسر الحركة الانتيابي في مرحلة الطفولة المتأخرة والمراهقة المبكرة. وتساعد الأدوية الجديدة في تدبير أعراض المرض ولكن لا يوجد علاج له.

## الأنواع
تصنف اضطرابات عسر الحركة الانتيابي في ثلاثة أنواع رئيسية تبعًا للمحرضات والمدة وتواتر الهجمات.

### عسر الحركة الانتيابي حركي التولد
يتميز هذا الاضطراب بهجمات من الحركات اللاإرادية (خلل التوتر العضلي أو الرقاص أو الحركة نصف الرقصية)، والتي عادة ما تنجم عن حركات إرادية مفاجئة، ولكن يمكن أيضًا أن تنجم عن حركات لاإرادية (مثل فرط التنفس). تشمل هذه الحركات الإرادية الجسم بأكمله مثل الوقوف والمشي والركض. عادة ما يبدأ المرض في مرحلة الطفولة أو المراهقة المبكرة ويحدث التحسن أو الهجوع التام مع التقدم في السن. تستمر الهجمات من ثوان إلى دقائق وهي أكثر عرضة للحدوث خلال الإجهاد أو الخوف أو البرد أو ارتفاع الحرارة أو الحيض.

### عسر الحركة الانتيابي غير حركي التولد
يشبه عسر الحركة الانتيابي حركي التولد والفرق بينهما أن عسر الحركة الانتيابي غير حركي التولد لا يتحرض بحركات طوعية. وتكون الهجمات عفوية وتستمر من ساعات إلى أيام. ينتج هذا المرض عن اضطراب وراثي جسدي سائد ينتقل إلى نحو 50% من النسل. تشمل بعض العوامل المؤهبة الإجهاد والإثارة والمشروبات الكحولية والشاي والمشروبات التي تحتوي على الكافيين.

### عسر الحركة الانتيابي المحرض بالرياضة
نوع نادر للغاية من عسر الحركة الانتيابي يتميز بخلل التوتر المفاجئ واللاإرادي، وغالبًا ما يشمل ذلك حركات التواء متكررة ووضعيات مؤلمة. تُحرض الهجمات بممارسة الرياضة أو بذل مجهود بدني، وعادة ما تستمر من دقائق إلى ساعة. تظهر الهجمات عادة في جزء الجسم الذي يتعرض للرياضة أو الإجهاد لفترة زمنية، تبلغ تقريبًا 10 إلى 15 دقيقة.

## العلامات والأعراض

### عسر الحركة الانتيابي حركي التولد
تختلف أعراض عسر الحركة الانتيابي حركي التولد من حالة إلى أخرى، وتتكون عادة من حركات لاإرادية. وتشمل هذه الحركات التقلصية خلل (عسر) التوتر العضلي والرُقاص والكنع والحركات نصف الرقصية. ففي إحدى الحالات «تميزت الهجمات بصلابة مفاجئة أحادية الجانب في الأطراف العلوية والسفلية تلاها فرط دوران لاإرادي للذراع والساق». من الأعراض الأخرى المتكررة الشعور بالنسمة (الأورا) قبل الهجمة. تظهر هذه الأحاسيس في عدة أشكال، وعادة ما توصف بأنها تشبه الوخز في الطرف المستهدف.
إصابة طرف واحد هي الحالة الأكثر تكررًا. ويمكن أن تؤثر الهجمة على أكثر من طرف. في هذه الحالة، يتأثر الطرفان في نفس الجانب، وفي بعض الحالات يُصاب طرفان متقابلان. يتأثر الجذع أيضًا بشكل متكرر، وعندها يلوي المصابون أجسامهم.
تستمر الهجمات التي يتعرض لها مرضى عسر الحركة الانتيابي حركي التولد أقل من دقيقة. ويمكن أن تحدث هجمات أطول. من الفروقات بين عسر الحركة الانتيابي حركي التولد والصرع، أن مرضى عسر الحركة الانتيابي يحتفظون عادة بالوعي خلال الهجمات، ويكونون قادرين على تذكر الهجمات بعد انتهائها. على الرغم من الاحتفاظ بالوعي، عادة ما يكون المرضى غير قادرين على الكلام في أثناء الهجمة وقد يعانون من ألم كبير في المنطقة المصابة. يختلف تواتر الهجمات اختلافًا كبيرًا. إذ لوحظ أن بعض المرضى يتعرضون لمئات الهجمات يوميًا، ويمضي آخرون شهورًا دون هجمات.

### عسر الحركة الانتيابي غير حركي التولد
تتكون الهجمات من عسر التوتر العضلي والرقاص والكنع تمامًا مثل عسر الحركة الانتيابي حركي التولد. تُصاب الأطراف، وعادة ما تكون في نفس الجانب أو في الجانبين. ما يميز هذا الاضطراب عن عسر الحركة الانتيابي حركي التولد أن الهجمات تستمر من أربع دقائق إلى أربع ساعات، وأُبلغ عن هجمات أقصر وأطول أيضًا.
تؤثر الهجمات على الأطراف في نفس الجانب عادةً، وظهرت أعراض ثنائية الجانب أيضًا. يبلغ المرضى عن وجود النسمة قبل الهجوم. وعادة ما تكون مختلفة عن تلك الخاصة بمرضى عسر الحركة الانتيابي حركي التولد. الأحاسيس خلال النسمة مختلفة، وعادة ما يشعر بها المريض في الطرف المصاب. الدوخة هي شكل من أشكال النسمة التي يبلغ عنها كثيرًا في هذا الاضطراب.
يعاني مرضى عسر الحركة الانتيابي غير حركي التولد من هجمات تستمر لفترة أطول بكثير من تلك التي تحدث في عسر الحركة الانتيابي حركي التولد. تختلف هذه الهجمات في الطول ويمكن أن تستمر من أربع دقائق وحتى أربع ساعات. تكون الفترات الفاصلة بين الهجمات مختلفة بشدة. الفترة الفاصلة بين الهجمات لدى مرضى عسر الحركة الانتيابي غير حركي التولد تتراوح من يوم واحد إلى عدة أشهر.

### عسر الحركة الانتيابي المحرض بالرياضة
تتميز هجمات عسر الحركة الانتيابي المحرض بالرياضة بخصائص متعددة. إحدى السمات المميزة استمرار خلل التوتر العضلي لفترات طويلة خلال الهجمات. الهدف الأكثر شيوعًا للهجمات هو كلا الساقين، عوضًا عن الأعراض أحادية الجانب. ومن المعروف أيضًا أن الهجمات تؤثر على النصف العلوي من الجسم. في بعض الحالات، تعرض المرضى لهجمات أثرت على وضعية الرقبة والكتف. لا يشعر المرضى بأعراض بادرية قبل الهجمة ولهذا علاقة بطبيعة بداية الهجمات.
تكون مدة الهجمات وتواترها بين مدة وتواتر هجمات عسر الحركة الانتيابي حركي التولد وغير حركي التولد. يمكن تخفيف الهجمات بالراحة، وتستمر نحو 10 دقائق بعد إيقاف التمرين. لا تستمر الهجمات أكثر من 30 دقيقة. وتحدث على فترات تتراوح بين يوم وشهر، وهناك قدر كبير من الاختلافات في ذلك. يمكن أن تكون هذه الاختلافات ناتجة عن طبيعة بدء الهجمات.

## الأسباب
جميع الأنواع الفرعية لعسر الحركة الانتيابي ذات عوامل وراثية ومن المحتمل أن تكون عائلية بسبب طفرات الأليلات السائدة. طفرات الجينات التي جرى التعرف عليها تخضع لأبحاث رائدة هدفها دراسة عسر الحركة الانتيابي وعلاجاته. تصنف أنواع عسر الحركة الانتيابي حركي التولد وغير حركي التولد والمحرض بالرياضة على أنها أنواع فرعية منفصلة بسبب اختلاف أعراضها، ويُعتقد أن لها آليات مرضية مختلفة.
كشفت الدراسات التي أجريت على الأمراض التي تشبه في طبيعتها عسر الحركة الانتيابي عن رؤى متعلقة بأسباب اضطرابات الحركة. عسر الحركة الانتيابي النومي شكل من أشكال الصرع يؤثر على الفص الجبهي. حُددت جينات مفردة على الصبغيات 15 و20 و21، تسهم في الآلية المرضية لاضطراب الصرع هذا. يمكن أن يساعد استخدام المعرفة الجديدة بالأمراض الشبيهة وذات الصلة في فهم العلاقات السببية في عسر الحركة الانتيابي.